# Mergulhão-malgaxe
O mergulhão-malgaxe (Tachybaptus pelzelnii) é uma ave da família Podicipedidae, que é endémica de Madagáscar.

## Conservação
Estão em curso várias acções de conservação que beneficiam o mergulhão-malgaxe. A espécie foi registada em seis áreas protegidas. De modo a priorizar as áreas húmidas para fins de protecção, foi proposto um procedimento de monitoração que usa as aves, principalmente T. pelzelnii, como indicadores. O governo malgaxe ratificou recentemente a Convenção de Ramsar, que provavelmente melhorará as medidas de conservação das zonas húmidas e iniciará estudos sobre o declínio desta espécie.